# Dussia martinicensis
Dussia martinicensis är en ärtväxtart som beskrevs av Paul Hermann Wilhelm Taubert. Dussia martinicensis ingår i släktet Dussia och familjen ärtväxter. Inga underarter finns listade i Catalogue of Life.